# Epicoma tristis
Espèce
Synonymes
- Bombyx tristis Donovan, 1805[1]
- Marane tristis

Epicoma tristis est une espèce de lépidoptères (papillons) de la famille des Notodontidae vivant en Australie.
La chenille se nourrit de plantes de la famille des Myrtaceae, notamment d'Eucalyptus, Leptospermum et Kunzea.